# Deathswitch
A Deathswitch egy weboldal volt, amely lehetővé tette a felhasználóknak, hogy titkosított e-maileket tároljanak, amelyeket haláluk esetén elküldött. Ezt az határozta meg, hogy a felhasználó előre beállított időközönként beírt egy jelszót. Ha többszöri felszólítás után sem adta meg a jelszót, akkor az e-maileket a rendszer  kiküldte a megjelölt címzetteknek.
2015. október 22-én bejelentették, hogy a weboldal leáll.

## Fordítás
Ez a szócikk részben vagy egészben  a   Deathswitch című angol Wikipédia-szócikk ezen változatának fordításán alapul.  Az eredeti cikk szerkesztőit annak laptörténete sorolja fel. Ez a jelzés csupán a megfogalmazás eredetét és a szerzői jogokat jelzi, nem szolgál a cikkben szereplő információk forrásmegjelöléseként.